# Донахју
Донахју (енгл. Donahue) град је у америчкој савезној држави Ајова. По попису становништва из 2010. у њему је живело 346 становника.

## Демографија
Према попису становништва из 2010. у граду је живело 346 становника, што је 53 (18,1%) становника више него 2000. године.
| Група             | 2000.       | 2010.       |
| Белци             | 292 (99,7%) | 339 (98,0%) |
| Афроамериканци    | 0 (0,0%)    | 1 (0,3%)    |
| Азијати           | 0 (0,0%)    | 0 (0,0%)    |
| Хиспаноамериканци | 1 (0,3%)    | 3 (0,9%)    |
| Укупно            | 293         | 346         |